# Skateboarding na Letních olympijských hrách 2024
Skateboarding na Letních olympijských hrách 2024 se konal mezi 28. červencem do 7. srpnem 2024 na Parc urbain de la Concorde na Place de la Concorde. Šlo o druhé představení sportu na letních olympijských hrách.

## Zúčastněné země
Soutěže se zúčastnilo 88 sportovců z 23 zemí.
- Argentina (2)
- Austrálie (9)
- Brazílie (12)
- Čína (4)
- Dánsko (1)
- Finsko (1)
- Francie (7)
- Itálie (2)
- Japonsko (10)
- Jihoafrická republika (3)
- Kanada (4)
- Kolumbie (1)
- Maroko (1)
- Německo (2)
- Nizozemsko (2)
- Portoriko (1)
- Portugalsko (2)
- Slovensko (1)
- Spojené státy americké (12)
- Španělsko (5)
- Švédsko (1)
- Thajsko (1)
- Velká Británie (3)

## Medailisté
| Soutěž        | Zlato                             | Stříbro                                     | Bronz                                       |
| ------------- | --------------------------------- | ------------------------------------------- | ------------------------------------------- |
| park – muži   | Keegan Palmer · Austrálie (AUS)   | Tom Schaar · Spojené státy americké (USA)   | Augusto Akio · Brazílie (BRA)               |
| street – muži | Júto Horigome · Japonsko (JPN)    | Jagger Eaton · Spojené státy americké (USA) | Nyjah Huston · Spojené státy americké (USA) |
| park – ženy   | Arisa Trewová · Austrálie (AUS)   | Kokona Hirakiová · Japonsko (JPN)           | Sky Brownová · Velká Británie (GBR)         |
| street – ženy | Koko Jošizawaová · Japonsko (JPN) | Liz Akamaová · Japonsko (JPN)               | Rayssa Lealová · Brazílie (BRA)             |